# Dennis Dunaway
Dennis Dunaway é um baixista americano famoso como integrante original da banda Alice Cooper.